# Bildungszentrum für Blinde und Sehbehinderte
Das Bildungszentrum für Blinde und Sehbehinderte (BZBS) ist ein Bildungszentrum sowie die zentrale Blindenschule in Hamburg. Vorläufer der Schule war die 1830 von Hamburger Bürgern gegründete Blindenanstalt. Seit 1893 befindet sich die Schule in staatlicher Hand. Die allgemeinbildende Abteilung der Schule (Grundschule und Stadtteilschule) sowie das BVJ und die Werkstufe sind am Borgweg in Hamburg-Winterhude ansässig, die berufliche Abteilung, welche aus einer Handelsschule (offiziell teilqualifizierende Berufsfachschule Wirtschaft) und einer Höheren Handelsschule besteht, befindet sich im Grasweg. Das BZBS ist trotz seines Namens keine reine Blindenschule, sondern bietet auch unterschiedliche Förderschwerpunkte für Menschen mit körperlichen, geistigen und seelischen Beeinträchtigungen an.

## Geschichte
Im Jahr 1830 wurde von Hamburger Bürgern die privat gestiftete Blindenanstalt gegründet. Als Teil der Blindenanstalt entstand in Hamburg 1831 die Blindenschule, als deren Gründungsjahr aber dennoch 1830 gilt. 1846 zog die Blindenschule in ein eigenes Gebäude in der Minenstraße 3. 1893 wurden Blindenschule und Blindenanstalt organisatorisch getrennt, die Blindenschule wurde dabei verstaatlicht. Die Blindenanstalt als Betreiber des Internats blieb eine private Organisation, heute Hamburger Blindenstiftung.
Von 1930 bis 1933 zog die Blindenschule in das Schulgebäude in der Stiftstraße 69 in St. Georg um. Nach der Machtergreifung der Nationalsozialisten wurden Lehrstellen in der Blindenschule nur noch mit unqualifiziertem Personal besetzt, die Versetzung auf diese „Schule für Sonderfälle“ galt als schwere Disziplinarstrafe für Lehrpersonal. 1943 wurden die beiden Schulgebäude in der Stiftstraße und in der Minenstraße bei Luftangriffen zerstört. Nach Kriegsende fand der Unterricht im Gebäude der ehemaligen Volksschule Knauerstraße in Eppendorf statt, bald darauf in einem Hinterhofgebäude in der Eppendorfer Landstraße. 1946 zog die Schule in einen Teil der Hilfsschule Finkenau in Uhlenhorst. Die berufliche Abteilung wurde dort ebenfalls neu gegründet und bestand ursprünglich nur aus einer Handelsschule.
Im Herbst 1953 erhielt die Handelsschule offiziell die Anerkennung als höhere Fachschule, ursprünglich führte sie die Bezeichnung Berufsfachschule für Blinde und Sehbehinderte. Aufgegliedert wurde der Bildungsgang in drei Abteilungen, die Handelsvorbereitungsklasse (HV), Mittelklasse (HB) und die Abschlussklasse (HA). 1953 konnten auch die ersten drei Schüler der Handelsschule ihre Prüfung vor dem staatlichen Amt für Kurzschrift und Maschinenschreiben erfolgreich ablegen.
Die Grundsteinlegung für den Neubau am Borgweg fand 1960 statt. Ab 1962 zog die allgemeinbildende Abteilung des Bildungszentrums in das neue Schulgebäude Borgweg 17a, welches 1963 offiziell eingeweiht wurde. Das Abitur konnten Schüler zu diesem Zeitpunkt nur als Internatsschüler an der Blindenstudienanstalt in Marburg ablegen. Im Jahr der Einweihung hatte die Schule 150 Schüler im Alter zwischen 6 und 18 Jahren. Die berufliche Abteilung des Bildungszentrums zog hingegen in einen Nebenbau der Carl-Cohn-Schule, in die Carl-Cohn-Straße 2.
Nach der Einweihung wurde die Schule weiter baulich erweitert, 1969 wurden Gymnastikhalle und Klassentrakt fertig, 1970 dann ein Fachtrakt. 1971 folgte die Turnhalle und 1973 der Musikraum. Ein Gebäude, das sogenannte Oberstufenzentrum (Grasweg 72–76), wird mit der Oberstufe der Heinrich-Hertz-Schule gemeinsam genutzt. Der Bau wurde im Mai 2019 fertiggestellt und die berufliche Abteilung zog anschließend in dieses Gebäude um und befindet sich somit seitdem wieder auf dem gleichen Gelände wie die allgemeinbildende Abteilung.

## Standort und Gebäude

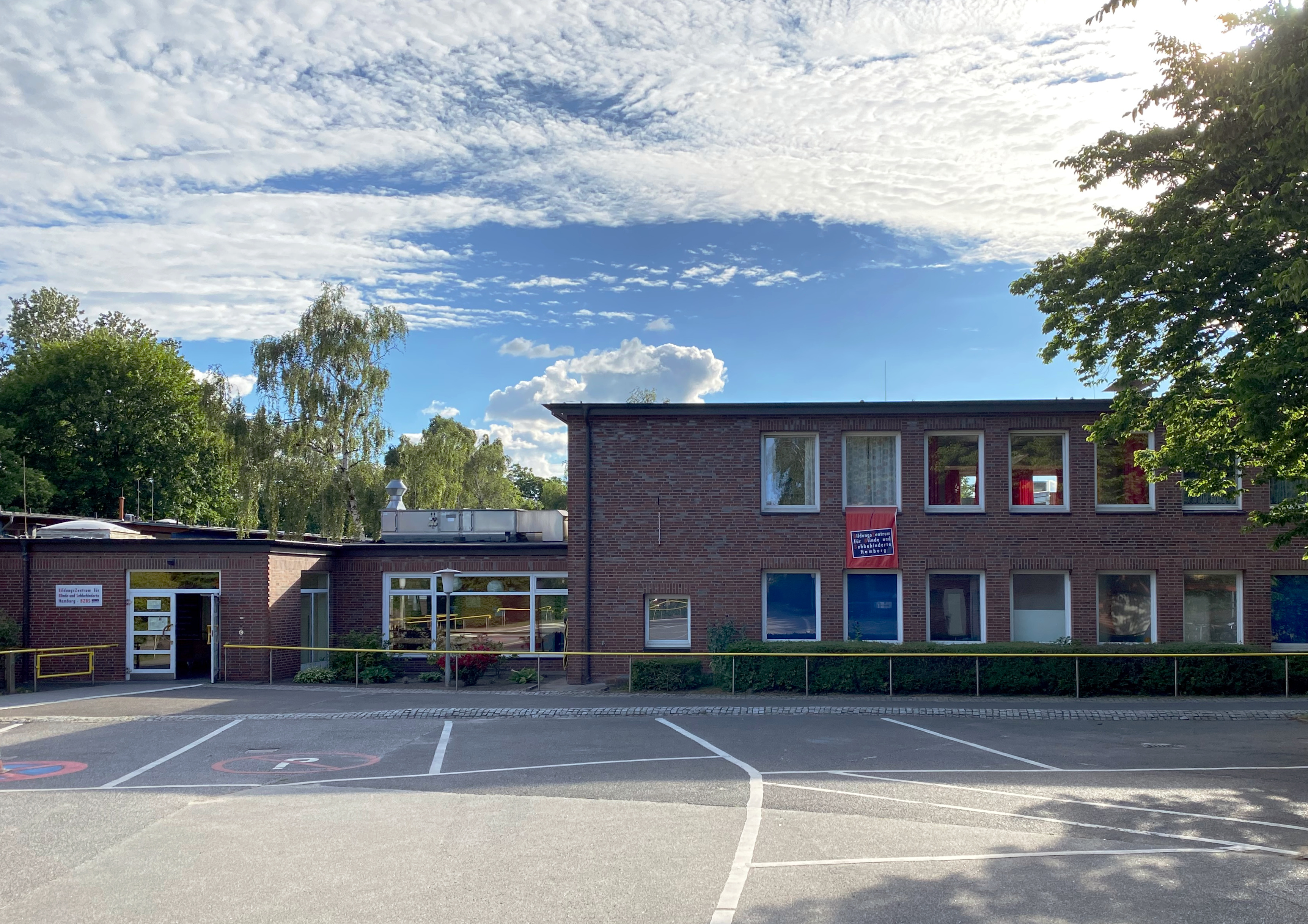
Haupteingang (Allgemeinbildende Abteilung, BVJ und Werkstufe)

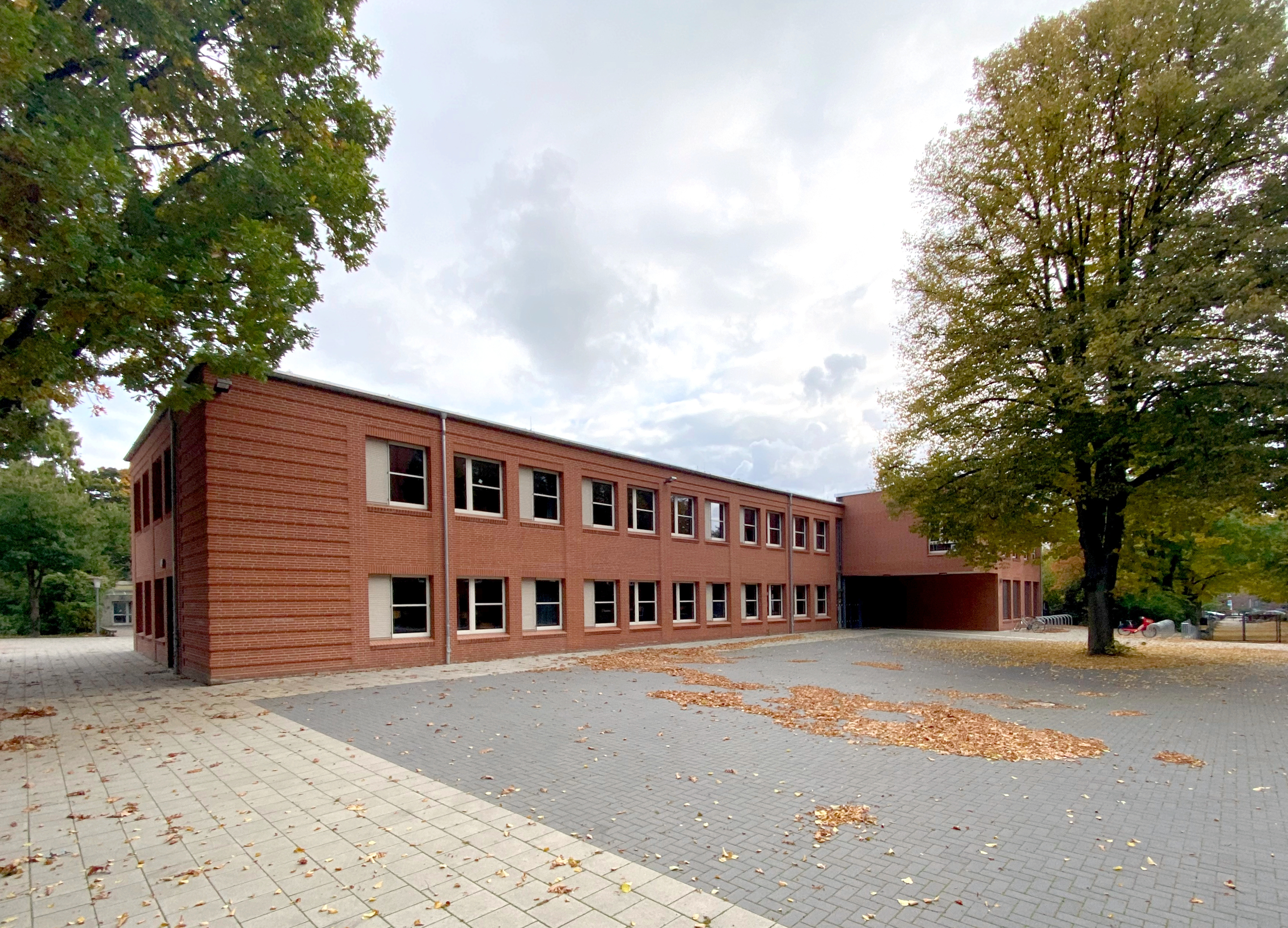
Berufliche Abteilung, Gebäude gemeinsam genutzt mit Heinrich-Hertz-Schule

Das Schulgelände ist etwa 21.000 m² groß und befindet sich in Hamburg-Winterhude am Borgweg 17a und Grasweg 72 bis 76, zwischen der U-Bahnstation Borgweg im Süden und dem Stadtpark im Norden. Westlich schließt das Gelände der Heinrich-Hertz-Schule an.
Die Entwürfe für die Ursprungsbebauung stammen von Paul Seitz, Leiter des Hochbauamts der Stadt Hamburg. Mit Stand 2019 zählten zwölf Gebäude zum Bestand der Schule, darunter ein Verwaltungsgebäude, sechs Schulgebäude, ein Fachgebäude (Medienzentrum), zwei Pavillons, eine Sporthalle sowie das Gebäude der Handelsschule und höheren Handelsschule.

## Bildungsgänge
- Grundschule
- Stadtteilschule: Erwerb des ersten Schulabschlusses (ESA) nach neun Jahren und / oder mittleren Schulabschlusses nach zehn Jahren.
- Berufsvorbereitungsjahr: Auf praktische Erfahrungen ausgelegter Bildungsgang, Erwerb des ersten Schulabschlusses (ESA) nach einem oder zwei Jahren.
- Werkstufe: Bildet im Grunde die 11. und 12. Klasse der allgemeinbildenden Abteilung; speziell für mehrfach behinderte Menschen, kein gesonderter Abschluss.
- Teilqualifizierende Berufsfachschule Wirtschaft („Handelsschule“): Erwerb des mittleren Schulabschlusses (MSA) nach drei Jahren.
- Höhere Handelsschule: Erwerb der vollen / studierfähigen Fachhochschulreife nach zwei oder drei Jahren.